# Altamont, Utah
Altamont är en ort i Duchesne County i delstaten Utah, USA.